# San Pietro Apostolo
San Pietro Apostolo ist eine italienische Gemeinde mit 1493 Einwohnern (Stand 31. Dezember 2023) in der Provinz Catanzaro, Region Kalabrien.
Das Gebiet der Gemeinde liegt auf einer Höhe von 780 m über dem Meeresspiegel und umfasst eine Fläche von 11,51 km². Die Nachbargemeinden sind Decollatura, Gimigliano, Miglierina, Serrastretta, Tiriolo, Cicala, Soveria Mannelli und Marcellinara. Die Ortsteile sind Bivio Zeta, Pasqualazzo, Colicella und Colla. San Pietro Apostolo liegt 30 km nordwestlich von Catanzaro.
San Pietro Apostolo ist Teil der Comunità Montana Monti Reventino Tiriolo Mancuso.